# Figuera (Castelltallat)
Figuera és una masia de Castelltallat, al municipi de Sant Mateu de Bages (Bages), inclosa en l'Inventari del Patrimoni Arquitectònic de Catalunya.

Està situada al mig d'una àmplia coma que s'obre a la part central de la Serra de Castelltallat, a la solana i només a uns setanta metres per sota de la carena de la serra. L'indret queda dins de l'espai natural protegit de la Serra de Castelltallat.

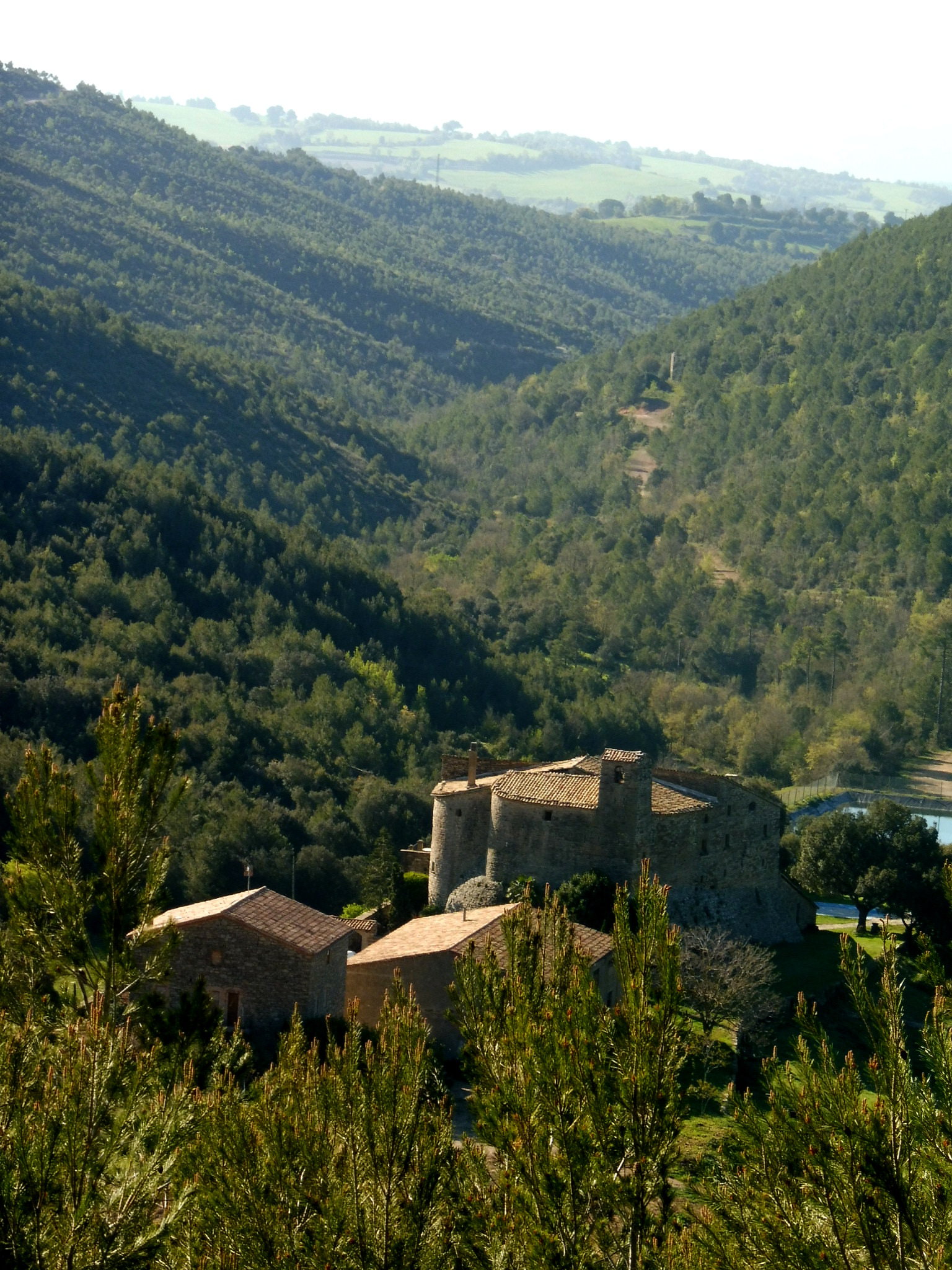
La masia presideix la rasa de la Figuera

 La coma és la capçalera de la feréstega rasa de Figuera que, més endavant, en unir-se amb el barranc de Muntaner, esdevindrà torrent de la Vall del Puig. Els camps de conreu rodegen la masia. Estan perfectament abancalats, per a salvar els desnivells, mitjançant unes parets de marge notables per la seva altura i perquè en elles s'aprecia l'aplicació d'"opus spicatum" en la seva factura. S'hi accedeix des de la carretera BV-3003 (de Callús a Castelltallat). Al km 11,7 un trencall senyalitzat hi mena.

## Descripció
És una important construcció pairal que ofereix un aspecte tancat i de fortificació. Està adossada a l'església de Sant Cristòfol de Figuera.
Presenta una estructura de dos cossos units totalment, un d'ells amb cantó semicircular (vinculat a l'església). És un edifici de planta baixa i dos pisos cobert a dues aigües, amb un gran portal adovellat i tot ell de carreus regulars. La façana posterior dona molt més l'aire de fortificació amb el mur inclinat en la part inferior.
Enfront de la casa hi ha dos edificis annexos destinats a ramaderia.